# Władysław Szczęśniewski
Władysław Szczęśniewski (ur. 19 czerwca 1904 w Otwocku, zm. 22 lipca 1973 w Warszawie) – major pilot Polskich Sił Powietrznych, dowódca dywizjonu 315.

## Życiorys
W 1925 r. zdał egzamin maturalny w Korpusie Kadetów i rozpoczął naukę w Oficerskiej Szkole Lotnictwa. Ukończył ją w 1929 r. z 47. lokatą i specjalnością obserwatora. Otrzymał przydział do 12. eskadry liniowej. W 1931 r. w Centrum Wyszkolenia Oficerów Lotnictwa odbył przeszkolenie w zakresie pilotażu. Następnie został skierowany na kurs wyższego pilotażu w Grudziądzu. W 1932 r. otrzymał awans na porucznika, służył w 113. eskadry myśliwskiej.
1 września 1936 objął dowództwo nad 113. em, które zdał w grudniu 1938 r. Również w tym samym roku otrzymał awans na stopień kapitana. Został mianowany dowódcą 161. eskadry myśliwskiej. Po wybuchu II wojny światowej dowodził tą eskadrą walczącą w ramach III/6 dywizjonu myśliwskiego. Po agresji ZSRR na Polskę został ewakuowany przez Rumunię do Francji. Został przydzielony do szkoły lotniczej w Tours. Od 1 czerwca 1940 r. walczył w kluczu myśliwskim broniącym Nantes. Po upadku Francji przedostał się do Wielkiej Brytanii. Zgłosił się do służby w Polskich Siłach Powietrznych, otrzymał numer służbowy RAF P0992. Początkowo latał w dywizjonie 307, gdzie pełnił funkcję dowódcy eskadry B. 2 października 1940 r. został przeniesiony do 1 School of Army Cooperation RAF w Old Sarum, a następnie do 5. Operational Training Unit w Aston Down. 19 października został skierowany do dywizjonu 303, od 10 listopada służył w dywizjonie 245. 1 lutego 1941 r. został dowódcą eskadry w dywizjonie 315. 14 sierpnia zestrzelił Messerschmitta Bf 109. 
21 września objął dowództwo nad tym dywizjonem. 8 listopada prowadził dywizjon podczas operacji Circus 110. Jego Spitfire Vb (W3944) został zestrzelony i rozbił się między Arras a Ostendą a pilot trafił do niewoli w Stalagu Luft III. Uwolniony po zakończeniu działań wojennych został przetransportowany do Wielkiej Brytanii. W bazie w Blackpool został oficerem eskadry, ostatecznie zdecydował się na powrót do Polski. Zmarł 22 lipca 1973 r. w Warszawie, gdzie został pochowany.

## Ordery i odznaczenia
Za swą służbę otrzymał odznaczenia:
- Krzyż Walecznych – dwukrotnie
- Medal Lotniczy – dwukrotnie
- Polowa Odznaka Pilota